# Domašinec
Domašinec – wieś w Chorwacji, w żupanii medzimurskiej, w gminie Domašinec. W 2011 roku liczyła 1700 mieszkańców.